# Saint-Julien-des-Landes
Saint-Julien-des-Landes ist eine französische Gemeinde mit 2.018 Einwohnern (Stand: 1. Januar 2022) im Département Vendée in der Region Pays de la Loire; sie gehört zum Arrondissement Les Sables d’Olonne und zum Kanton Talmont-Saint-Hilaire (bis 2015: Kanton La Mothe-Achard). Die Einwohner werden Landais genannt.

## Geographie
Saint-Julien-des-Landes liegt etwa 21 Kilometer westlich von La Roche-sur-Yon und etwa 17 Kilometer nordnordöstlich von Les Sables-d’Olonne am Jaunay, der die nördliche Gemeindegrenze bildet. Umgeben wird Saint-Julien-des-Landes von den Nachbargemeinden La Chapelle-Hermier im Norden, Martinet im Osten und Nordosten, Saint-Georges-de-Pointindoux im Osten, La Mothe-Achard im Südosten, La Chapelle-Achard im Süden und Südosten, Vairé im Süden und Westen sowie Landevieille im Westen.

## Bevölkerungsentwicklung
| Jahr                      | 1962 | 1968 | 1975 | 1982 | 1990 | 1999 | 2006 | 2013 |
| Einwohner                 | 1003 | 1012 | 964  | 1013 | 1075 | 1105 | 1266 | 1612 |
| Quelle: Cassini und INSEE |      |      |      |      |      |      |      |      |